# Butterscotch Rum
| Recensione | Giudizio |
| ---------- | -------- |
| AllMusic   |          |

Butterscotch Rum è un album a nome Gary McFarland-Peter Smith, pubblicato dall'etichetta discografica Buddah Records nell'aprile del 1971.

## Tracce

### LP
Lato A
Testi di Peter Smith, musiche di Gary McFarland.
1. All My Better Days – 3:08 – Voce solista: Peter Smith / Seconda voce solista: Gary McFarland
2. Poor Daniel – 4:05 – Voce solista: Gary McFarland
3. Salvation Army Rags – 5:08 – Prima voce solista: Gary McFarland / Seconda voce solista: Peter Smith
4. Miami Here We Come – 2:49 – Voce solista: Peter Smith / Cori: Gary McFarland
5. Straight Arrow – 3:45 – Voce solista: Peter Smith

Lato B
Testi di Peter Smith, musiche di Gary McFarland.
1. Dance with Me – 5:00 – Voce solista: Gary McFarland
2. Rain on the Ocean – 7:21 – Voce solista: Gary McFarland
3. Jenny's Path – 2:35 – Voce solista: Peter Smith / Cori: Gary McFarland
4. Patricia – 5:35 – Voce solista: Peter Smith / Cori: Gary McFarland

## Musicisti
- Gary McFarland – tastiere, voce solista (nei brani indicati)
- Peter Smith – voce solista (nei brani indicati)
- Sam Brown – chitarra
- Stuart Scharf – chitarra
- Warren Bernhardt – tastiere
- Marvin Stamm – tromba
- Herbert Price, Jr. – tuba
- Ray Alonge – corno francese
- Russel George – fiddle
- Romeo Penque – strumento a fiato
- Ron Cuber – strumento a fiato
- Phil Bodner – strumento a fiato
- George Opalisky – strumento a fiato
- Chet Amsterdam – basso
- Tony Levin – basso
- Denny Sewell – batteria

Note aggiuntive
- Gary McFarland – produttore (per la Skye Records)
- Norman Schwartz – produttore esecutivo
- Registrazioni effettuate al A&R Studios, New York City, New York
- Dave Sanders – ingegnere delle registrazioni
- Peter Smith – grafica e design copertina album
- Kim Miskoe – foto copertina album [2]